# 大王わさび農場

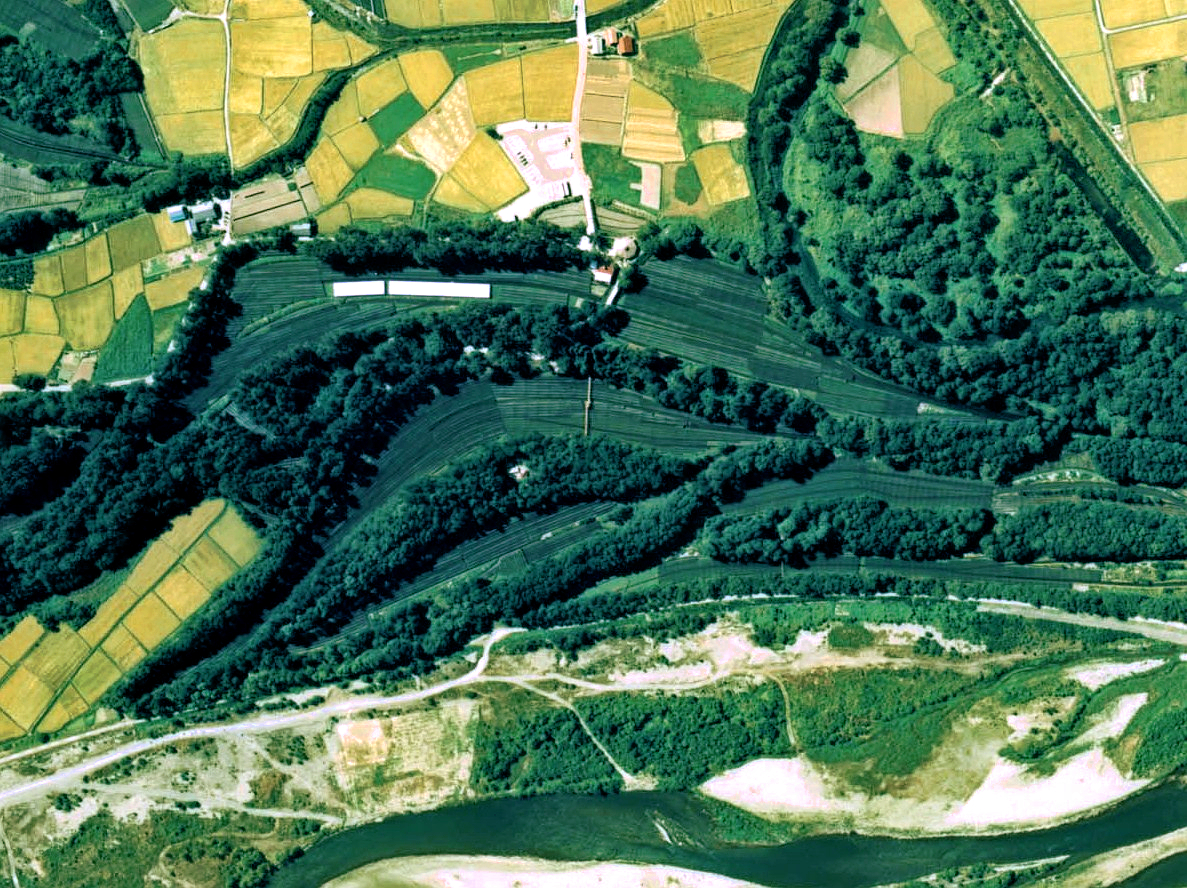
大王わさび農場の空中写真。
直射日光避けの黒い寒冷紗が見える農場下は犀川
（1977年撮影）。

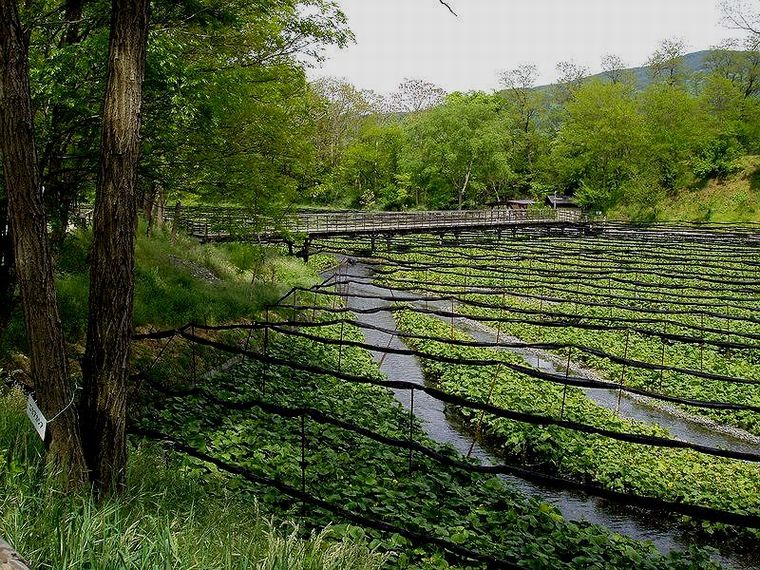
大王わさび農場のわさび田（2008年5月12日撮影）

大王わさび農場（だいおうわさびのうじょう）は、長野県安曇野市にあるわさび農場。大王農場、大王わさび園とも呼ばれる。面積は15ヘクタール、年平均収穫量は約90トンと、わさび栽培規模は日本最大級であるとともに、黒澤明監督映画『夢』ロケーション撮影のため蓼川に設けられた水車が残されており、年間数十万人～100万人以上が訪れる安曇野有数の観光スポットでもある。
1917年（大正6年）に開場した後、第二次世界大戦後に有限会社化され、2021年（令和3年）からは株式会社大王が運営している。

## 概要
北アルプスからの湧き水を利用した安曇野わさび田湧水群の一角にある。雑草の生い茂る原野を20年の歳月をかけ完成させた。栽培品種は「長野23号」「真妻」「正緑」などがある。
「大王」は敷地内にある大王神社に由来し、この神社は民話に登場する八面大王の胴体が埋葬されているとされる。わさび田に引かれる湧水は一日12万トンで、水温は年間通して13～15℃。収穫は年間通して行われる。直射日光に弱い為、4月から9月末まで黒い寒冷紗でわさび田を覆う。観光客が多く訪れ、売店での名物はわさびソフトクリーム、わさびコロッケ。

## 歴史
- 1915年（大正4年）：初代経営者が扇状地の豊富な湧水を利用したわさび畑の開拓を志し、5町村にまたがる所有者との2年の交渉で15丁歩の土地を個人所有とする。当初は砂利主体の荒地であった。
- 1917年（大正6年）：土地の所有完了。3月に開拓着手。
- 1923年（大正12年）：古畑が完成。
- 1926年（大正15年）：大王畑が完成。大王神社祭祀。
- 1935年（昭和10年）：新畑の開拓が終わり、約20年にわたる開拓が終了。
- 1941年（昭和16年）：初代が55歳で逝去。
- 1961年（昭和36年）：東畑が完成。
- 1976年（昭和51年）：1月に売店が建設。8月に皇太子と同妃が来場。
- 1982年（昭和57年）：4月、レストラン棟竣工。
- 1985年（昭和60年）7月22日：環境庁名水百選「安曇野わさび田湧水群」として3町にわたり認定される。
- 1997年（平成9年）：4月に本社屋と工場を新設移転。5月、売店新設移転。
- 2021年（令和3年）3月：有限会社大王、有限会社大王わさび農場をそれぞれ株式会社化[5]。

※出典は特記なき限り公式サイトによる。

## データ[1]
- 開場：1915年（大正4年）
- わさび平均収穫量：90トン/年
- 湧水流量：12万トン/日
- 農場面積：15ヘクタール

## 施設
- わさび農場：大王畑、東畑、北畑、古畑
- 水車小屋：内部には黒澤明監督の撮影時のパネルが飾られている。
- 親水広場
- アルプス展望台
- わさび田の小道
- 名水百選水飲み場
- 大王神社
- 大王窟・開運洞
- 大王さまの見張り台
- 時計台（カリヨン）
- 幸いのかけ橋
- いわな茶屋
- 涼風の小道・ポプラ小道
- ポプラ小径
- ゆめホール
- 大王広場
- 青空広場
- 蕎麦処
- レストラン
- 売店
- 茶屋（社務所）
- 梅林

※以上。

## ギャラリー

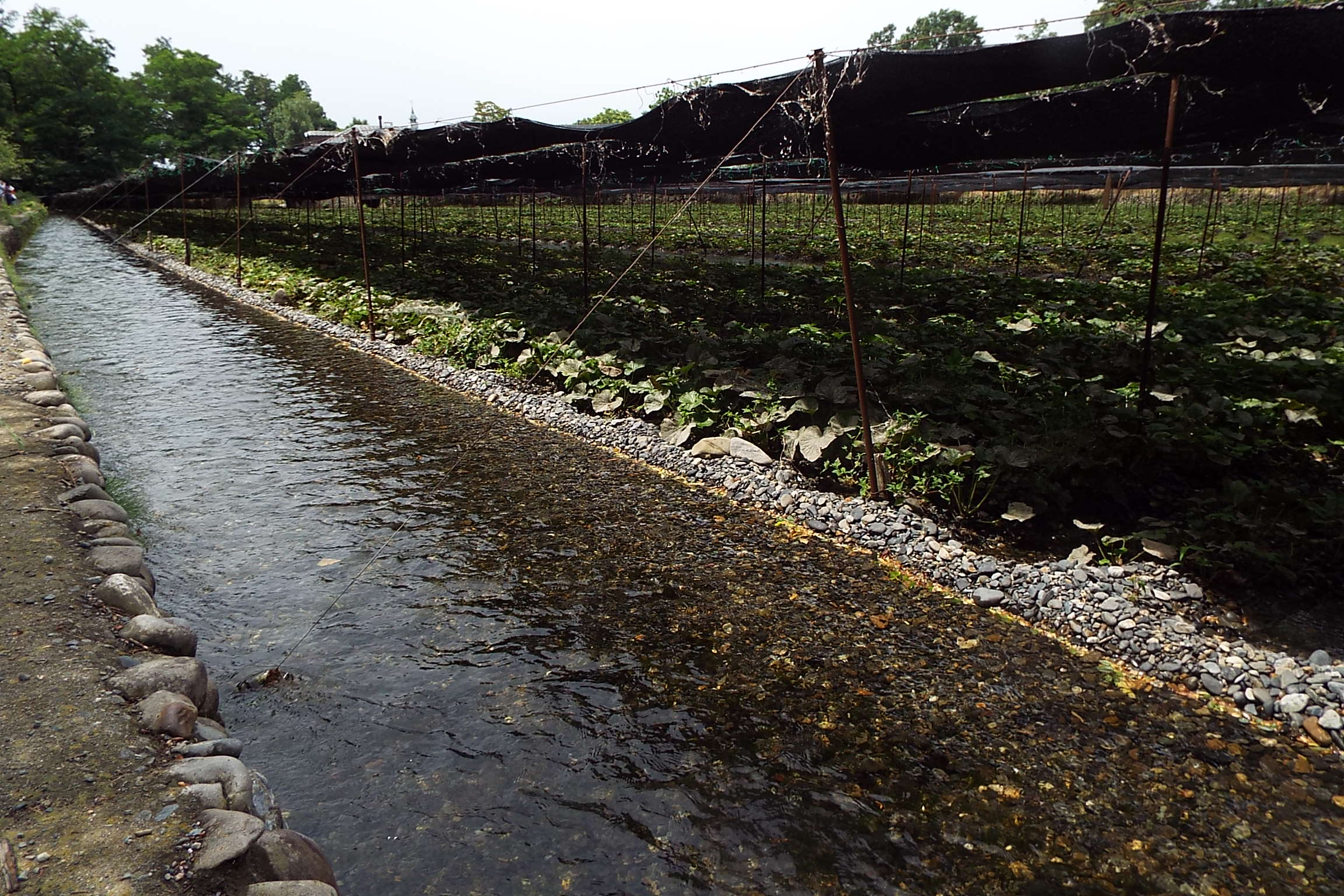
わさび園と湧水路（7月）
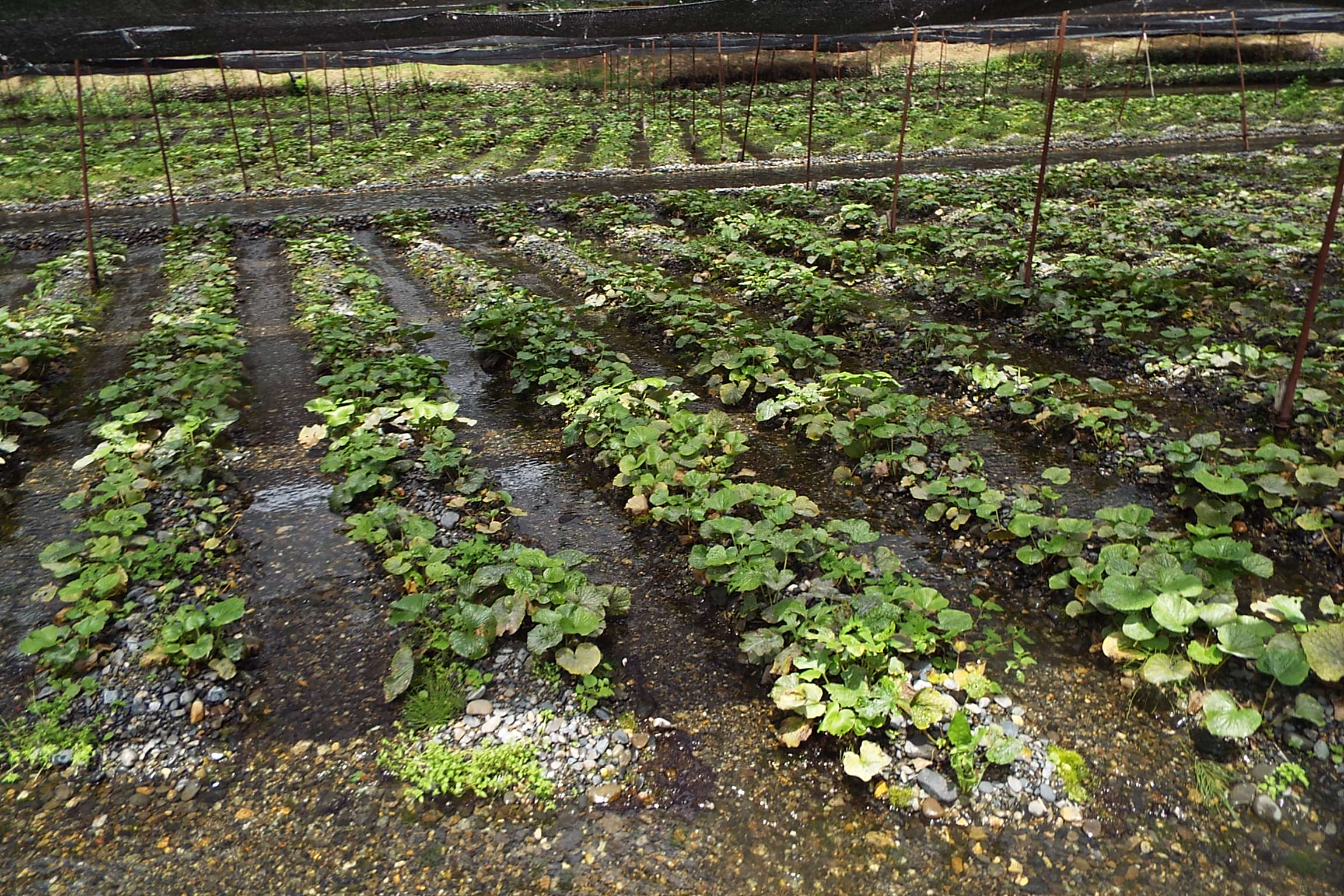
7月のわさび田
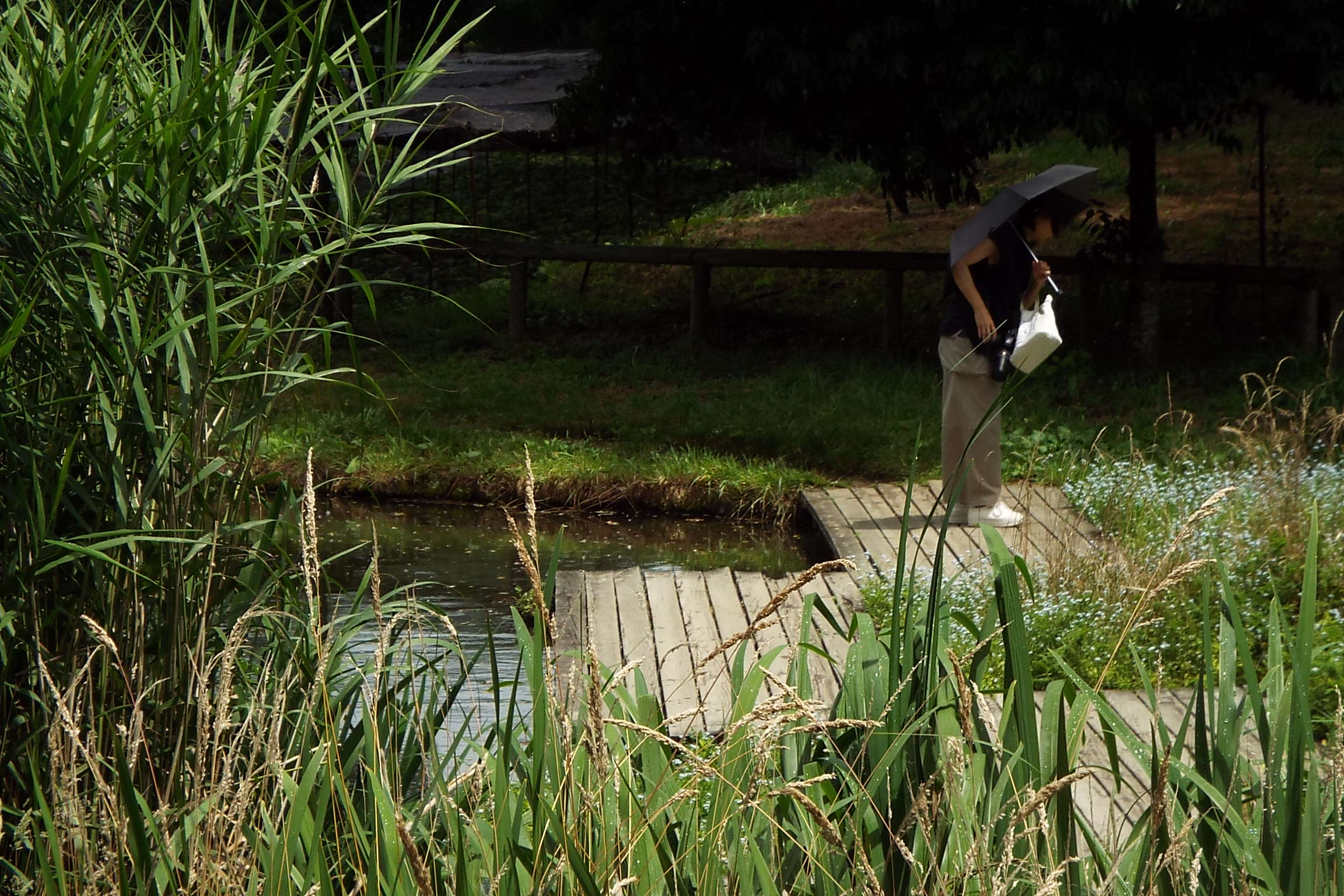
水辺の観察園路
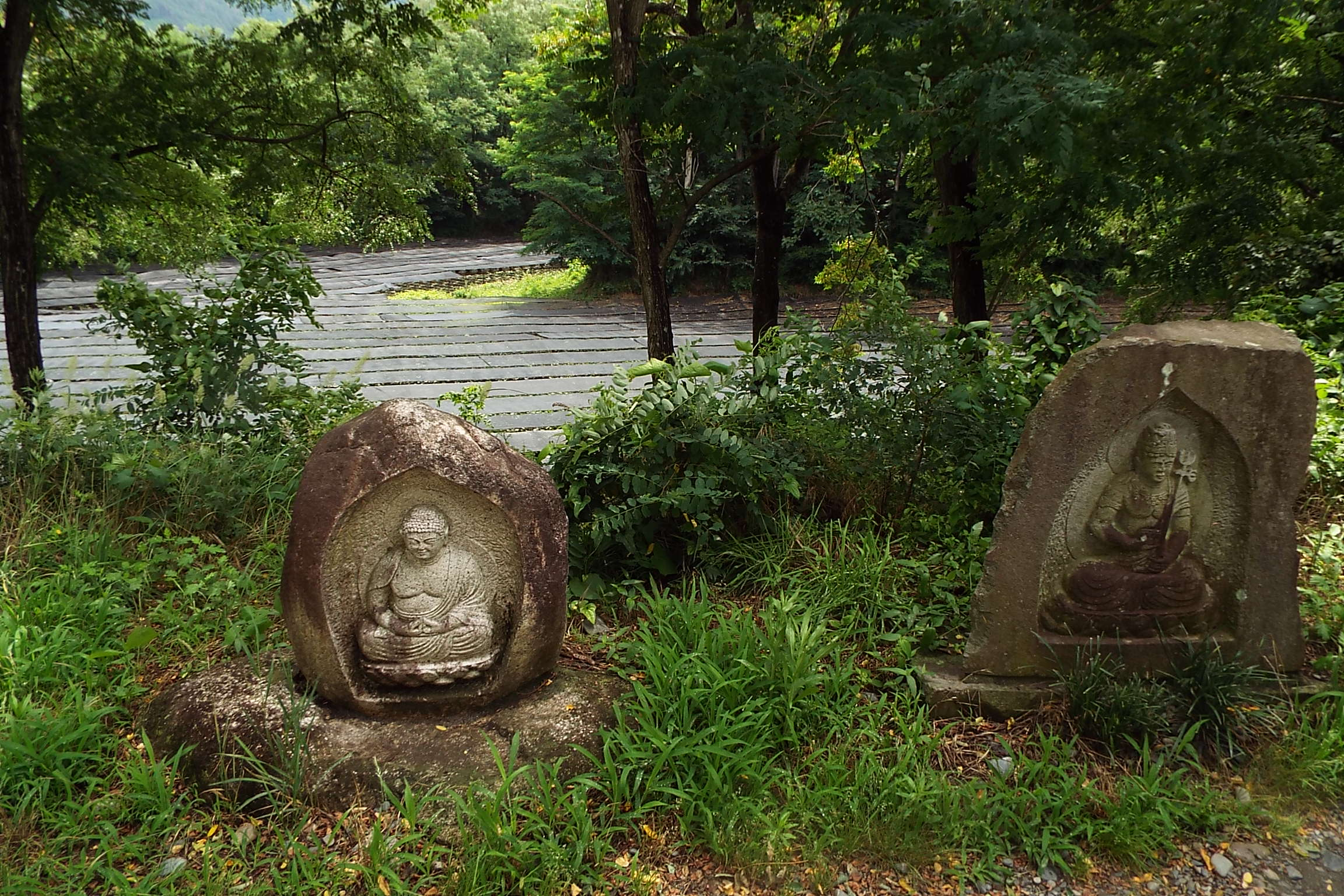
園内路傍の道祖神
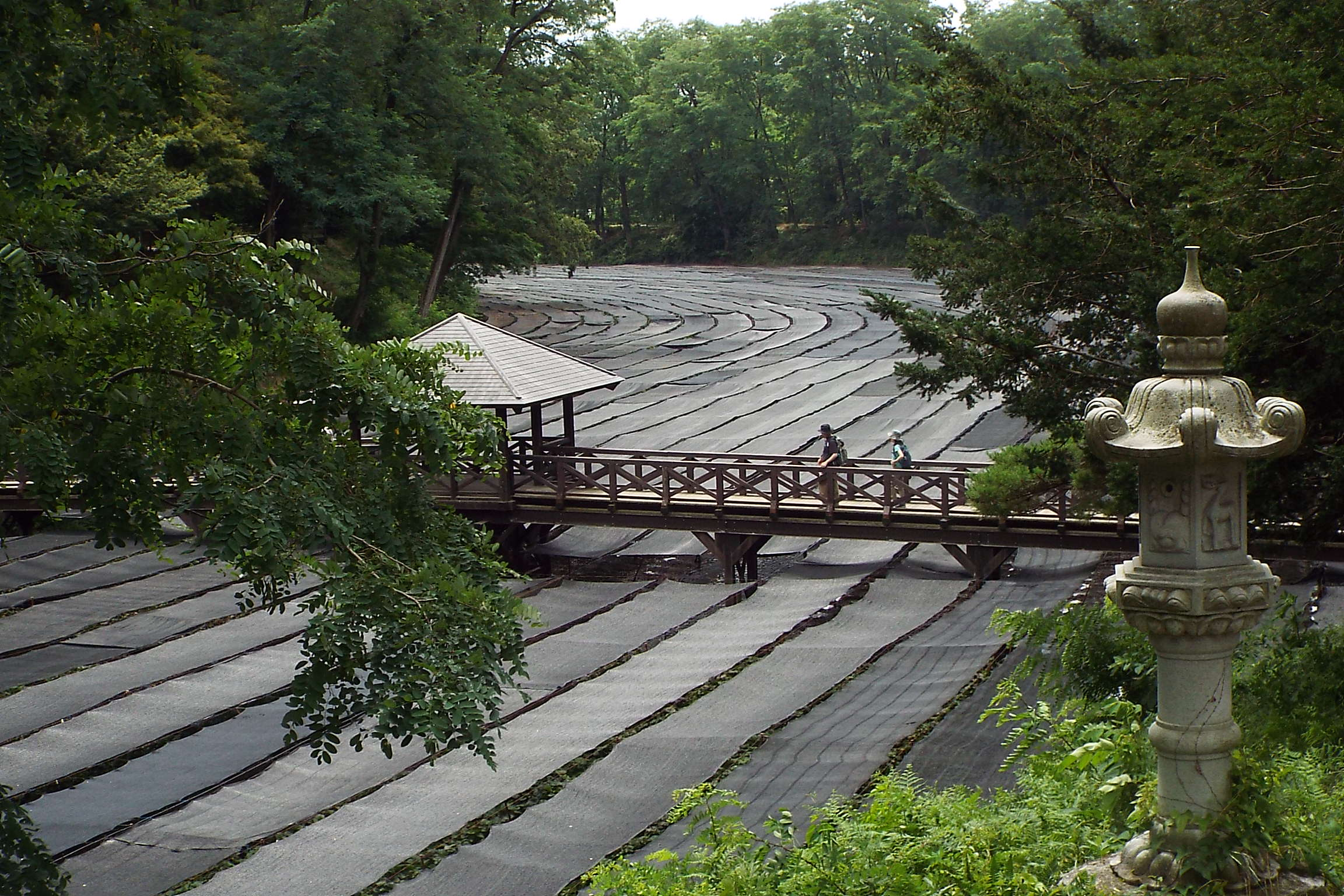
大王畑と幸いのかけ橋
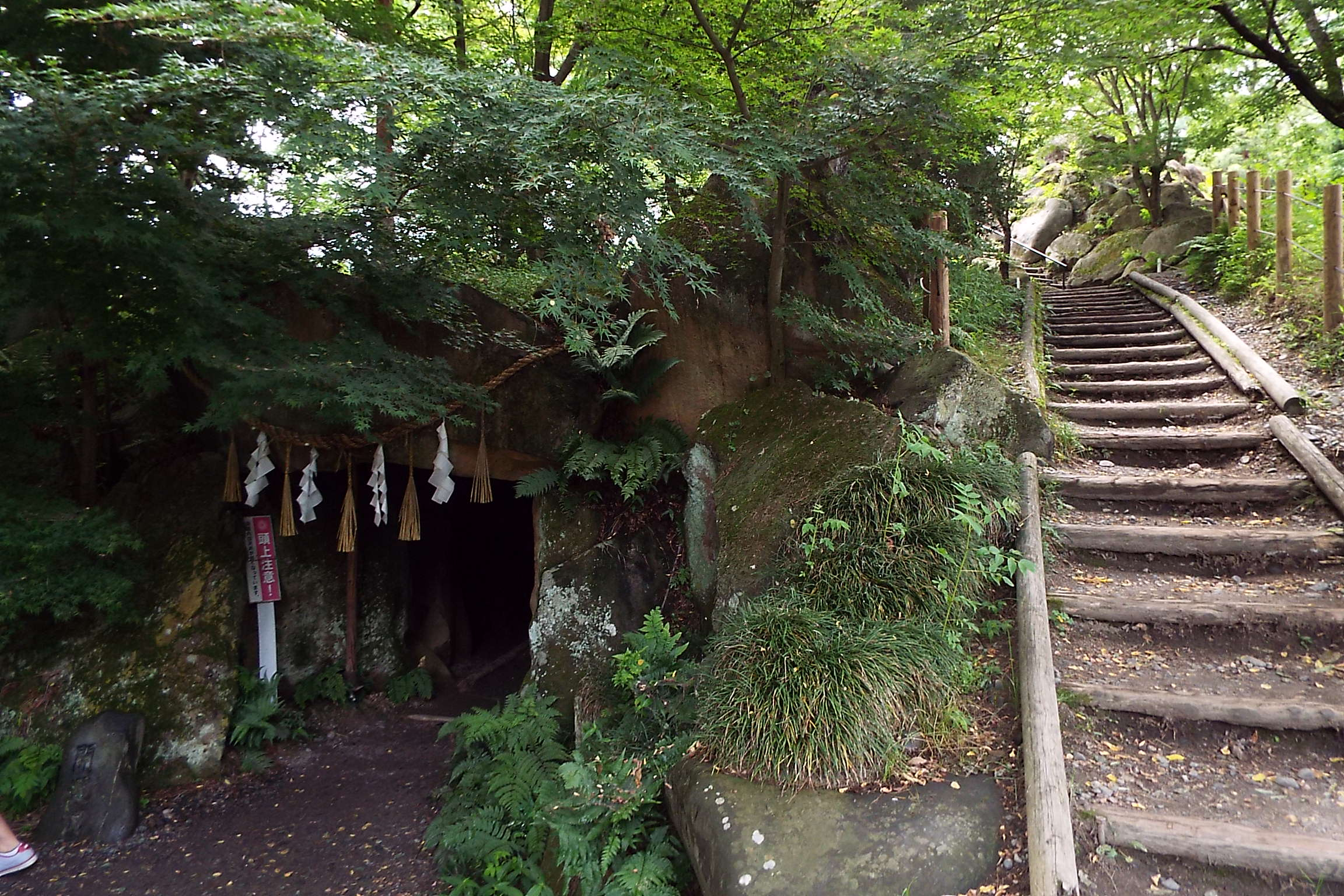
開運洞
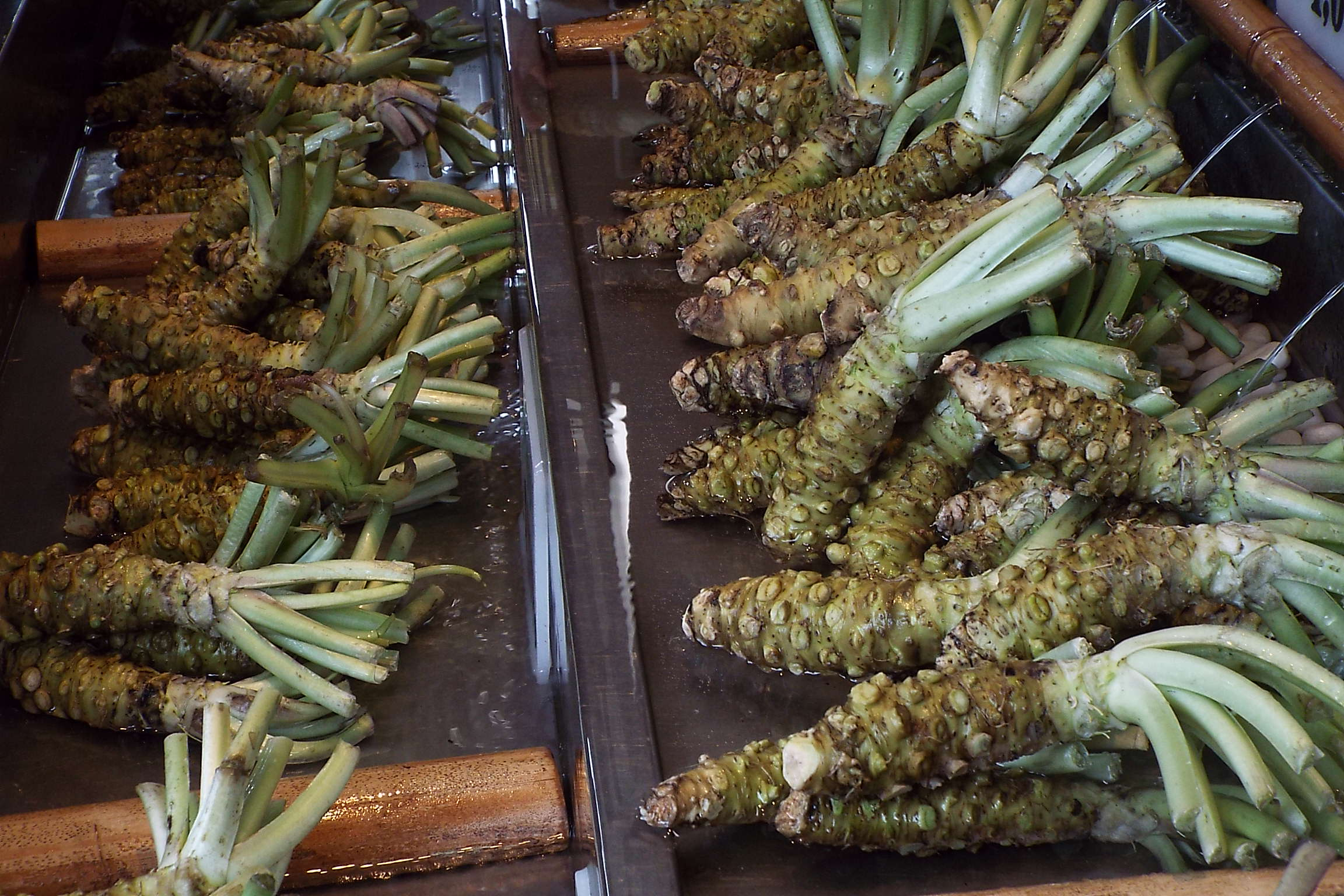
売店に売られるわさび
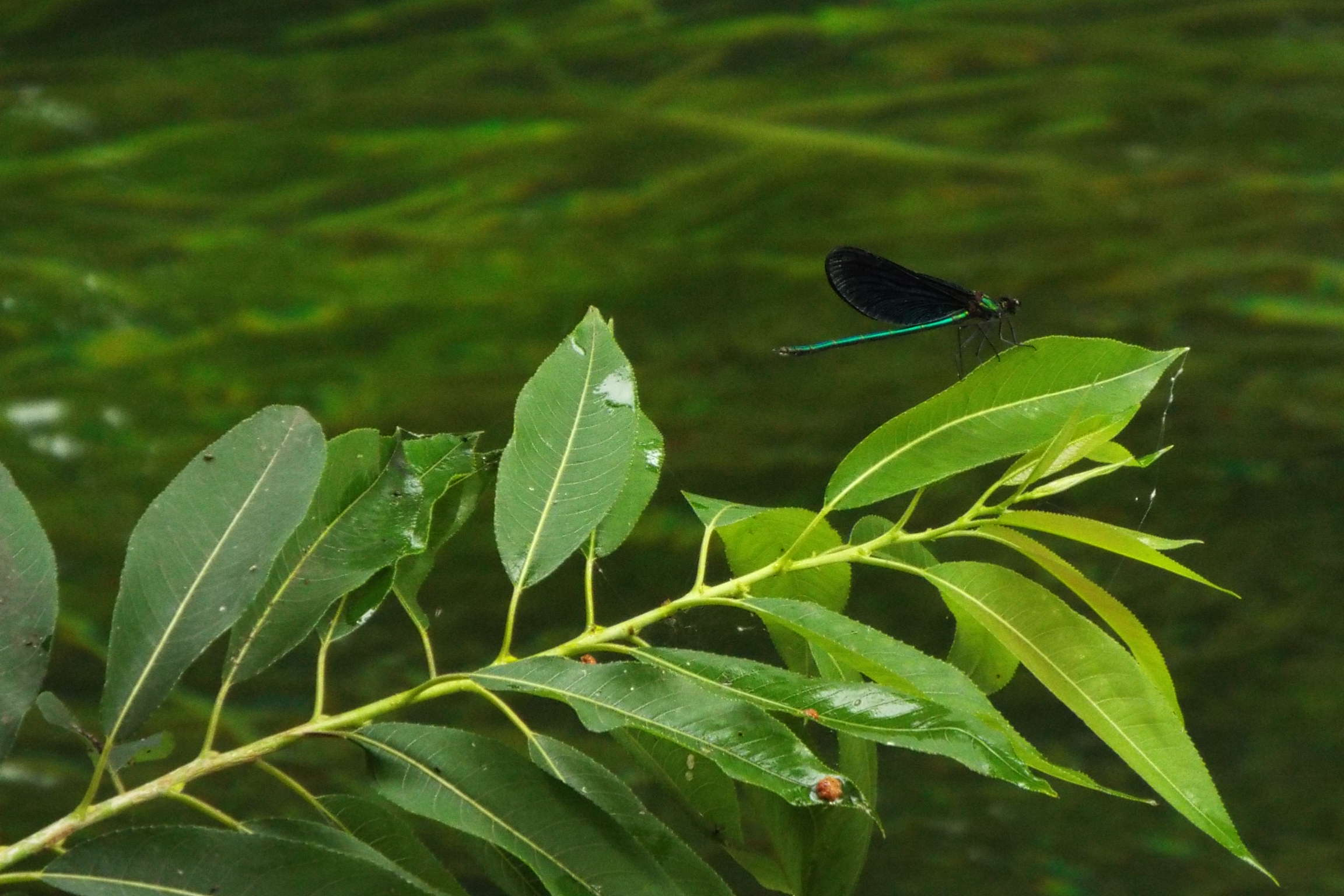
園内では珍しいアオハダトンボが見られる
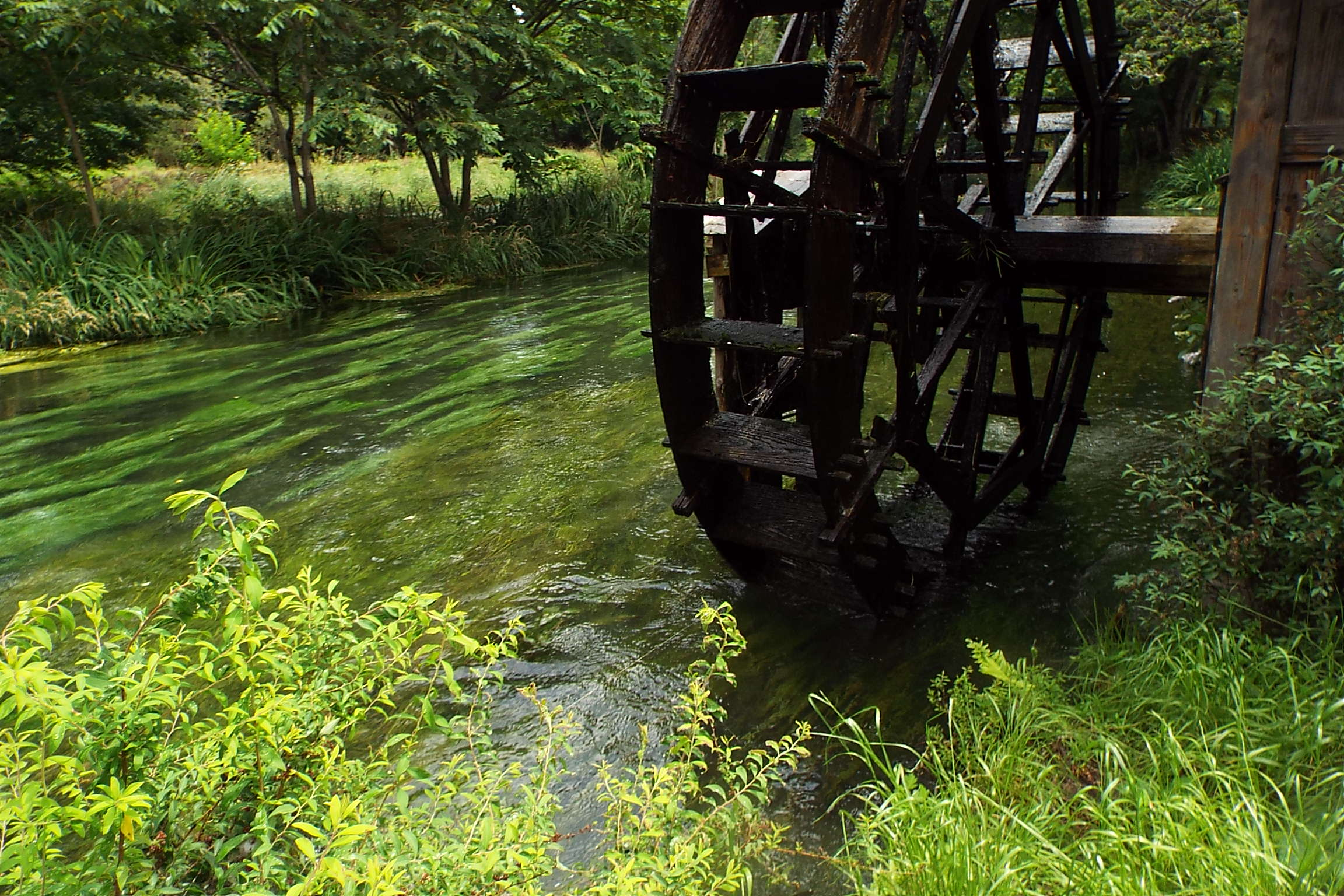
蓼川と水車小屋
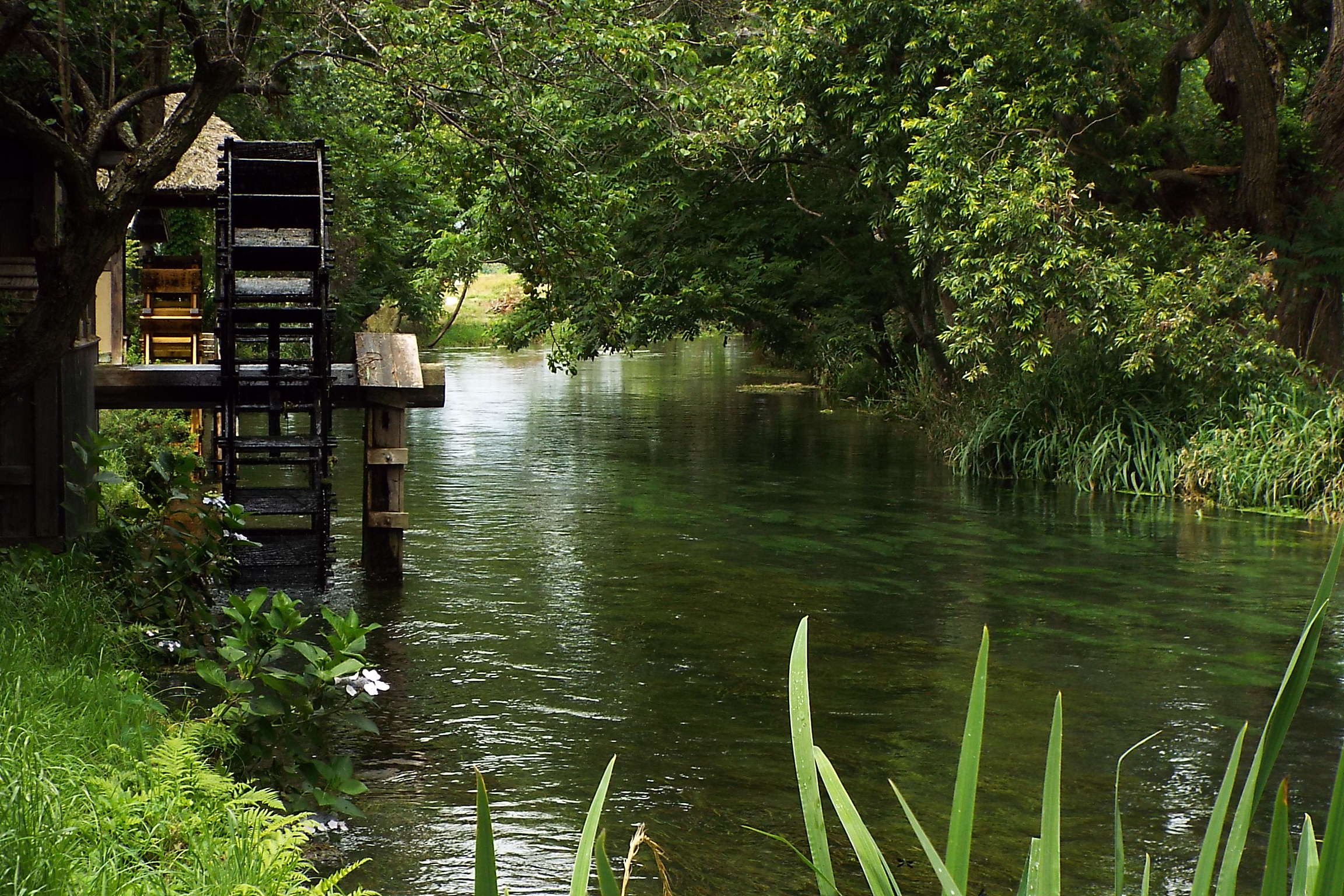
蓼川にある水車小屋
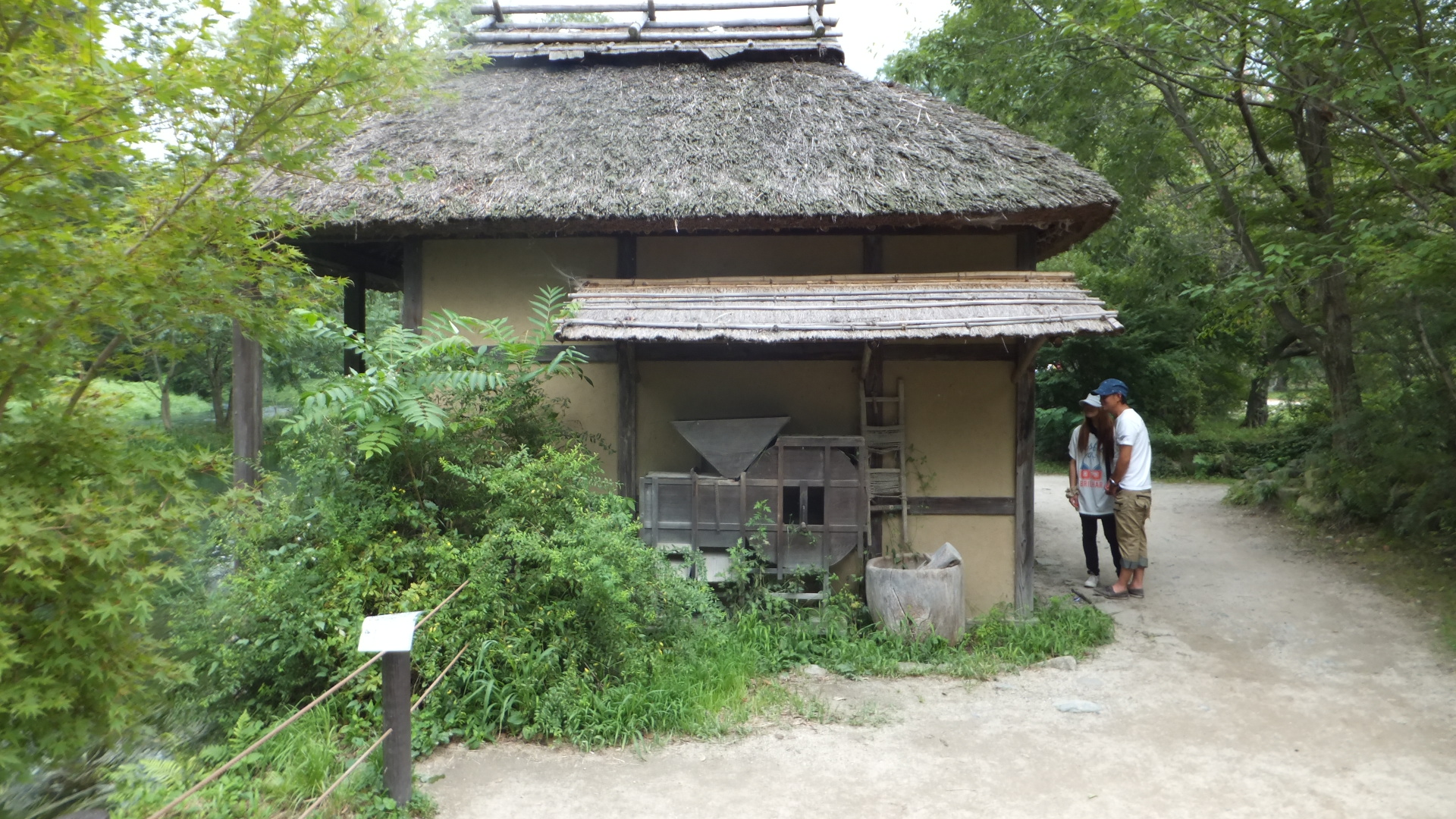
蓼川にある水車小屋
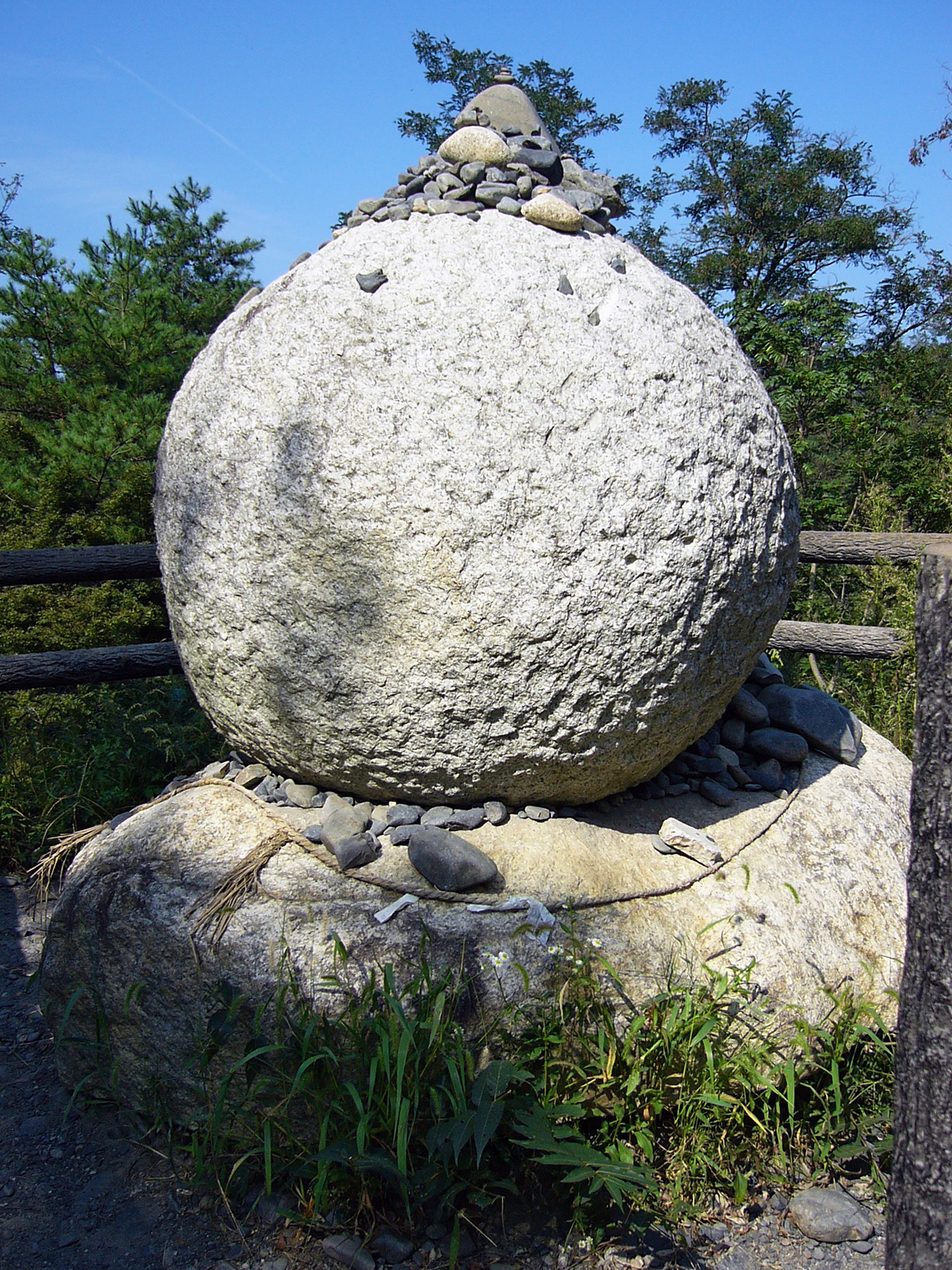
大王さま見張り台
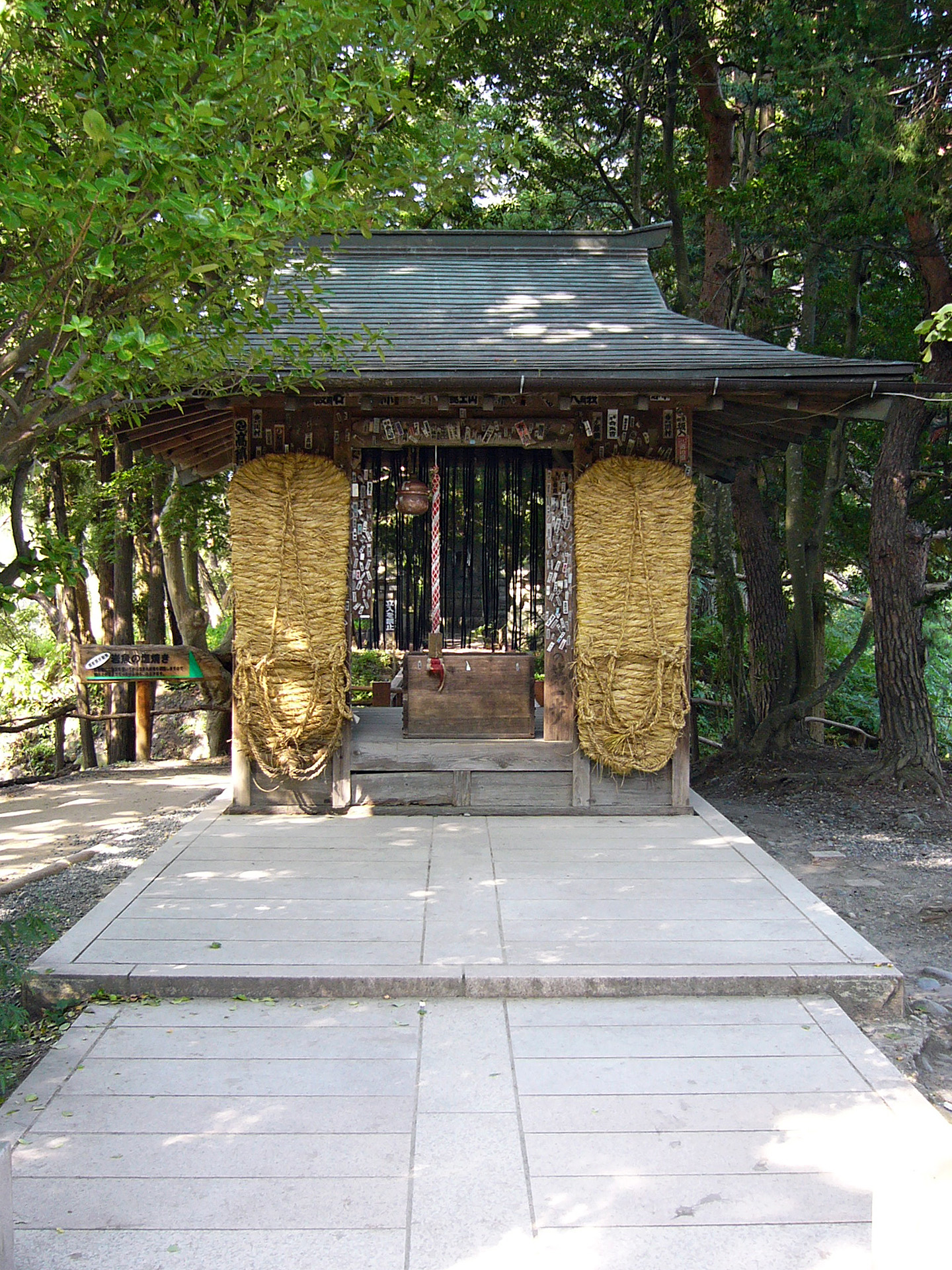
大王神社
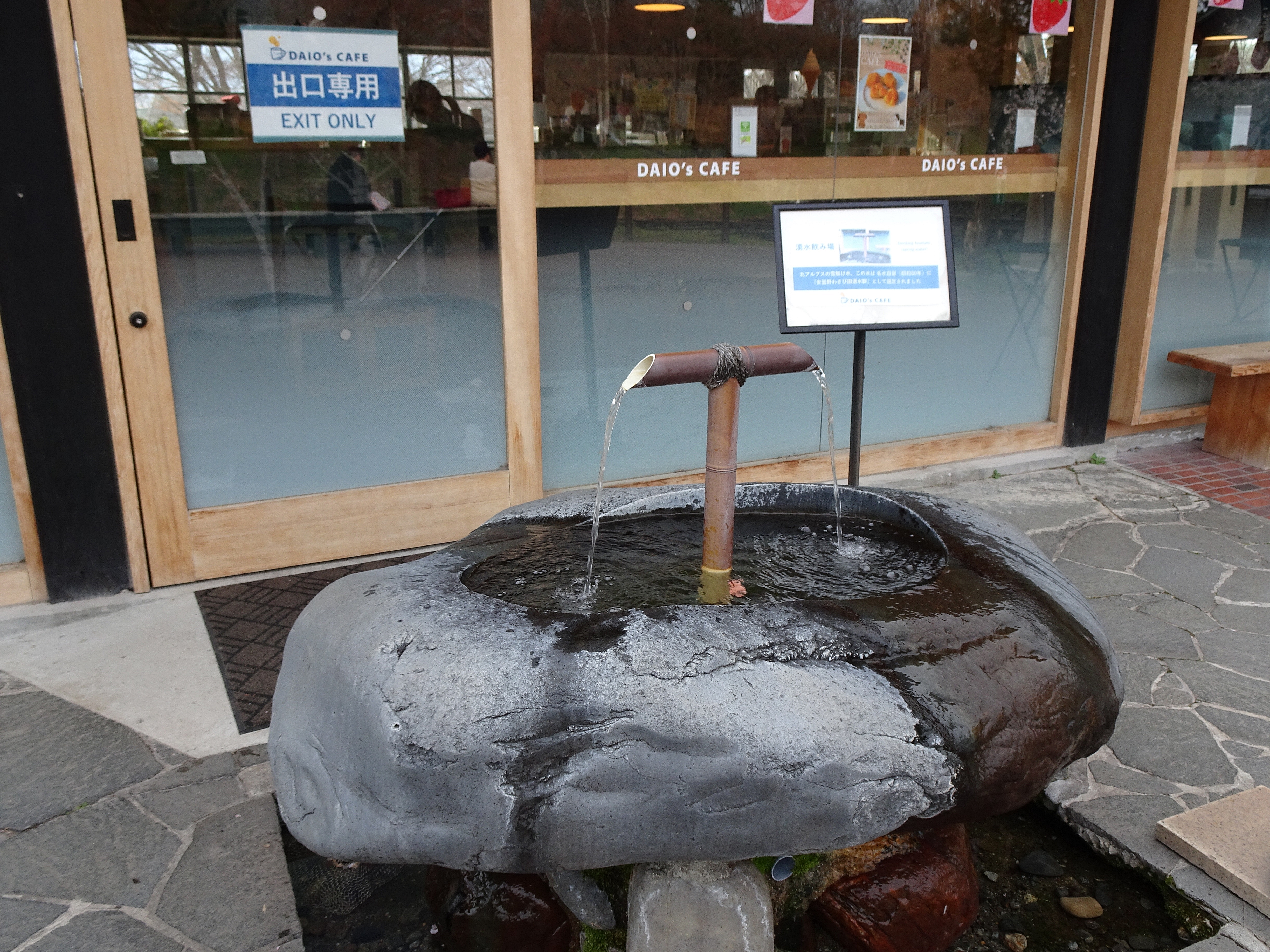
湧水の飲水口（名水百選）
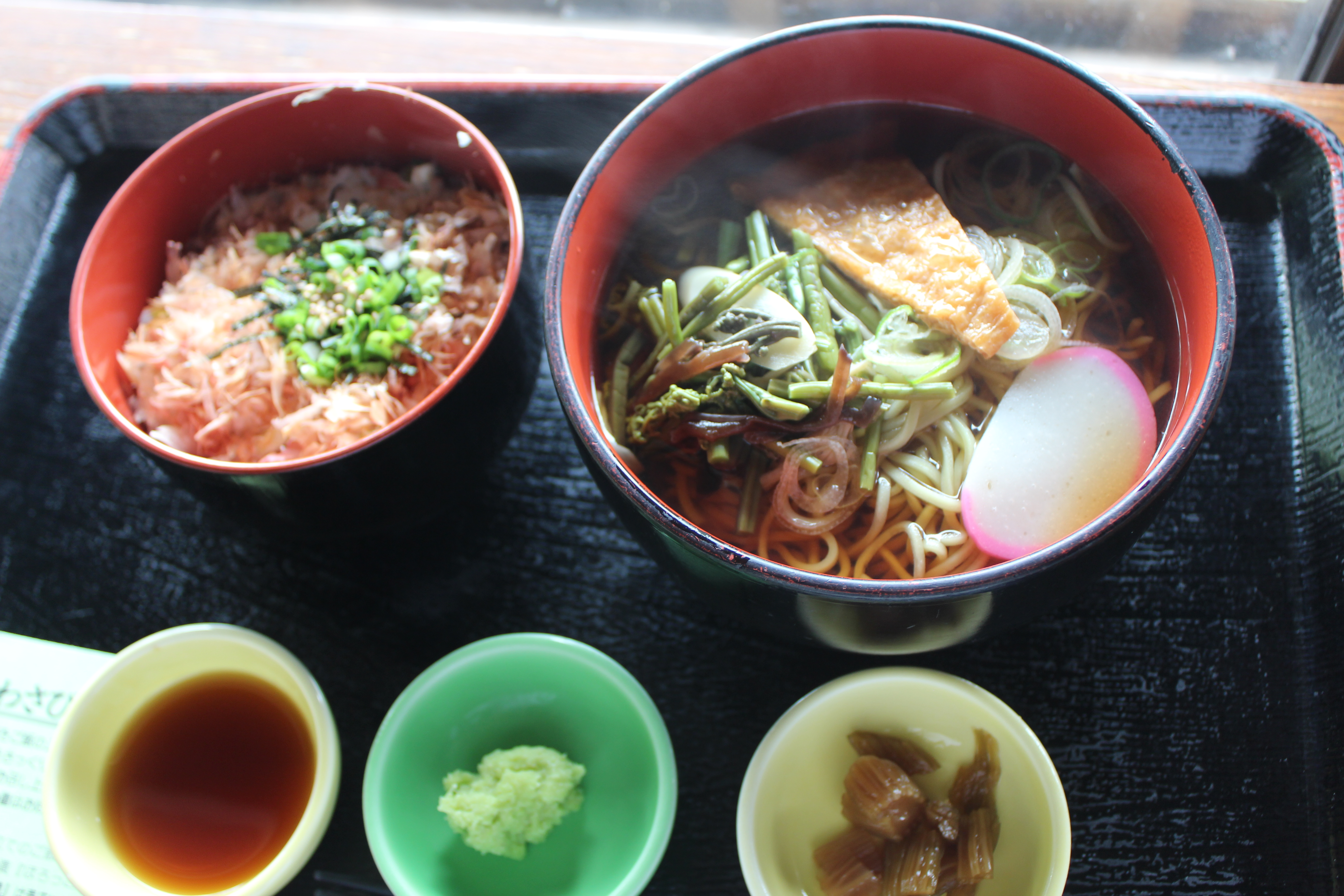
名物わさび丼

## 所在地
〒399-8303 長野県安曇野市穂高3640

## 交通アクセス
- JR大糸線穂高駅からタクシーで約10分>[2]、徒歩30分
- あづみ野エンジョイバス（観光シーズン限定運行）：穂高駅または明科駅より